# 阿尔库迪亚德蒙特亚古德
阿尔库迪亚德蒙特亚古德，是西班牙安达卢西亚自治区阿尔梅里亚省的一个市镇。 总面积16km2, 总人口173人（2001年），人口密度11人/km2。